# جيولوجيا الزهرة

مسح راداري لكافة كوكب الزهرة.

كوكب الزهرة، أحد الكواكب الأرضية والكوكب الثاني من حيث بعده عن الشمس وأكثرها شبهًا بالأرض من ناحية الكتلة والحجم والجاذبية، من دون مجال مغناطيسي أو نظام صفائح تكتونية واضح، وعلى خلاف الأرض والمريخ والقمر تغطي الصخور البركانية أغلب سطحه مع نسبة من التربة بشكل طبقات رقيقة وغير منتظمة.
يملك كوكب الزهرة فوهات نيزكية حديثة التكوين، إلا أن أعدادها قليلة كحال كوكب الأرض بالمقارنة مع الكواكب الصخرية الأخرى التي تملأها الفوهات، بسبب سمك الغلاف الغازي للزهرة الذي يمنع وصول النيازك الصغيرة إلى السطح، أما عن سبب قلة الحفر الكبيرة فيمكن أن يعزى إلى التغييرات التي تحدثها البراكين على السطح والتي يمكن أن تكون تغييرات كبيرة جدًا، يبدو جليًا أن البراكين هي العامل الأكثر تأثيرًا على سطح كوكب الزهرة، فيمكن إيجاد تضاريس بركانية فريدة من نوعها، ودروع بركانية وبراكين مركبة مشابهة للموجودة على الأرض، بالنظر إلى حجم كوكب الزهرة وكثافته وتركيبه القريب من الأرض فمن المعقول بأن نشاطه البركاني مستمر حتى يومنا هذا، كما بينت بعض الدراسات الحديثة.
أغلب سطح الزهرة يكون مستوي نسبيًا، لذا بشكل عام يمكن تقسيم السطح إلى ثلاث وحدات طوبوغرافية: «الأراضي المنخفضة، والأراضي المرتفعة، والسهول المستوية».
في بدايات الرصد الراداري للزهرة أعطت الأراضي المرتفعة صورًا أكثر وضوحًا عن محيطها جعل الإعتقاد بأن السطح عبارة عن قارات مثل الأرض، لكن لاحقًا بينت الدراسات أن هذا المسح كان سطحيًا ولم يظهر كافة التفاصيل وغياب الصفائح التكتونية يجعل مقارنته مع الأرض غير واضحة، يوجد عدد محدود من التضاريس التكتونية التي يمكن العثور عليها منها «أحزمة التشوه» التي تبدو بهيئة طيات وصدوع، والتي ربما تكون متكونة بفعل الحمل الحراري في وشاح الكوكب، كما يمكن ملاحظة العديد من السمات المرتبطة بالبراكين مثل «المتكسرات؛Tesserae» (وهي هضاب شديدة التشوه مكسرة إلى قطع في بعدين وثلاث أبعاد ناتجة على الأغلب من تقاطع عدة عناصر تكتونية)، و«العنكبوتيات؛Arachnoid» (تشكيلات معقدة تشبه شباك العنكبوت).
عوامل الرياح غير واضحة على الكوكب، لكن توجد أدلة مهمة على أن الغلاف الجوي يقوم بعملية التجوية الكيميائية للصخور خصوصًا في المرتفعات العالية، الكوكب جاف بشكل ملحوظ مع وجود أثر كيميائي بسيط لبخار الماء حوالي (20ppm) في الغلاف الغازي للزهرة، الصور الرادارية لا تُظهر أي أثر لوجود الجليد أو الماء في الماضي على السطح ومما يدعم هذا أن الغلاف الجوي يقدم دليلًا على تجريد العناصر الخفيفة من الجو بفعل تحرر الغازات منه وتأثير الرياح الشمسية على مر الزمن، مما يظهر إحتمالية إحتواء الكوكب على ماء سائل في وقت ما في الماضي البعيد لكن لم يعثر على دليل يدعم هذا الإحتمال، ولا زالت تظهر الكثير من التكهنات حول التاريخ الجيولوجي للكوكب حتى اليوم.
لا يمكن الوصول إلى سطح كوكب الزهرة بسهولة بسبب الغلاف الغازي الكثيف جدًا (تقريبًا 90 ضعف الغلاف الجوي الأرضي) ودرجة حرارة السطح التي تبلغ (°470 مئوية)، لهذا أغلب ما نعرفه عن سطح الكوكب من نتاج التصوير الراداري الذي تقدمه المركبات المدارية حول الكوكب لكون سطحه محجوب عن الأطوال الموجية المرئية بغطاء سحابي كثيف، بالإضافة إلى بعض البيانات ومنها صور التي أرسلها بعض مركبات أثناء محاولة الهبوط على الكوكب.

## طوبوغرافيا

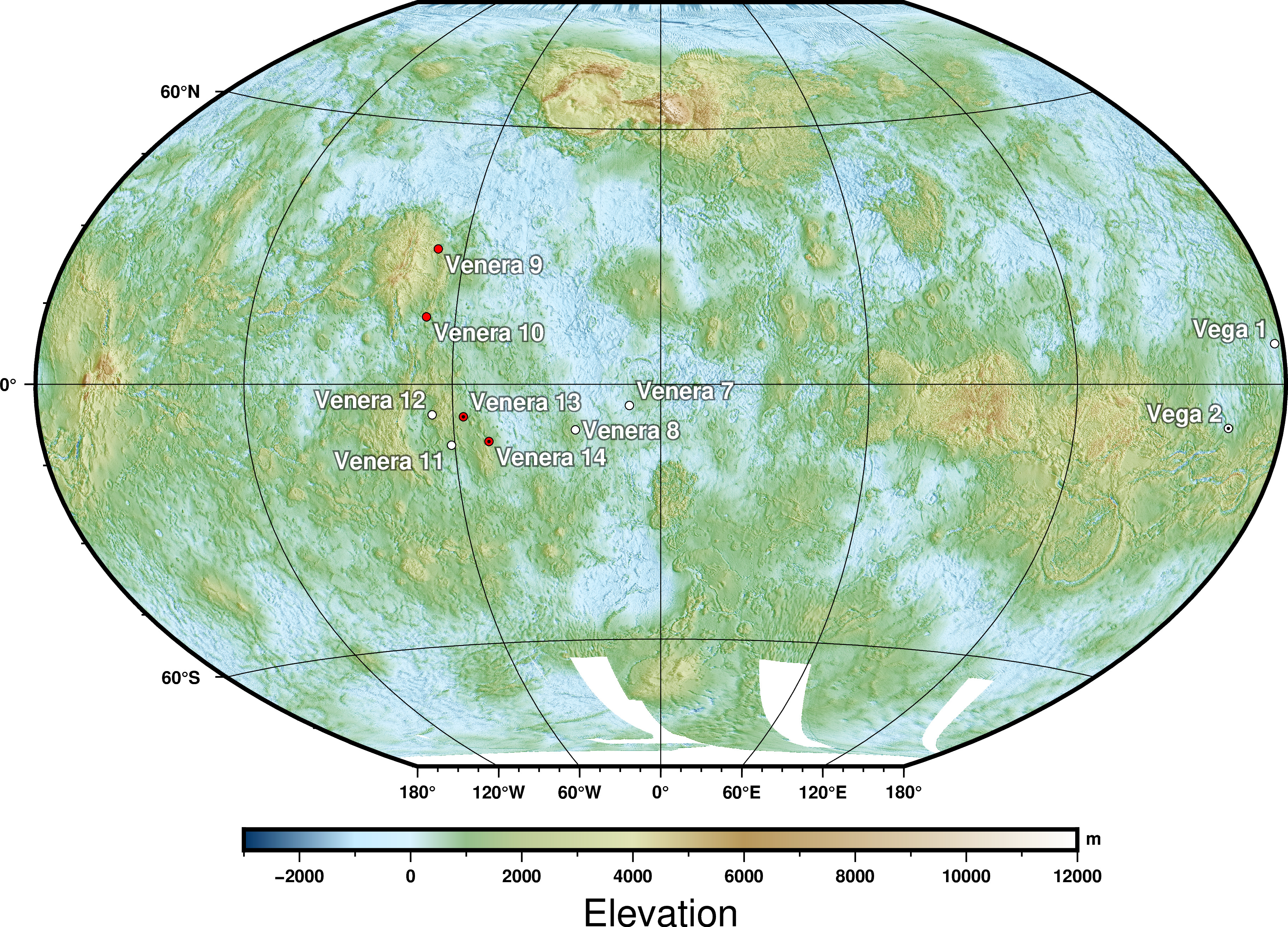
خريطة طوبوغرافية لسطح كوكب الزهرة.

سطح كوكب الزهرة مستوي نسبيًا، عندما تم مسح حوالي 93% من سطح الكوكب من قبل مركبة بايونير المدارية وجد العلماء أن المسافة العمودية الكلية من أدنى نقطة على الكوكب إلى أعلى نقطة عليه بلغت تقريبُا 13 كـم (8.1 ميل)، وهي تقريبًا نقس المسافة العمودية بين قاع المحيط على الأرض إلى أعلى قمة في جبال الهيمالايا، هذا الشبه متوقعًا بين الكوكبين لأن التباين في الإرتفاعات على السطح ينتج عن الجاذبيته والحركة الميكانيكية للغلاف الصخري المتشابهة بين كوكبي الزهرة والأرض إلى حد ما.:183
وبناءً على بيانات مقياس الإرتفاع من مسبار بايونير، حوالي 51% من السطح يقع على إرتفاع 500 متر، بينما فقط 2% من السطح على إرتفاع أكثر من 2 كـم (1.2 ميل)، وهذا الإرتفاع يقاس بالنسبة إلى متوسط نصف القطر الكوكب.
أكدت تجارب قياس الإرتفاع التي قام بها مسبار ماجلان السمات العامة للسطح، بحسب بياناتها حوال 80% من التضاريس تقع على إرتفاع أقل من 1 كـم (0.62 ميل) عن متوسط نصف قطر الكوكب وأهم المرتفعات على الكوكب هي السلسلة الجبلية التي تحيط سهل لاكشمي وهي: جبل ماكسويل 11 كـم (6.8 ميل)، جبال أكنا 7 كـم (4.3 ميل)، وجبال فريا 7 كـم (4.3 ميل)، البيانات أظهرت أيضًا وجود سهول كبيرة مائلة، كما في الجزء الجنوبي الغربي من جبل ماكسويل والذي يبدو بأنه يميل بزاوية °45 درجة في بعض الأجزاء، كما تم رصد ميلان °30 درجة في جبال دانو، ومنطقة ثيمس، بينما تشكل الصخور العارية حوالي 75% من السطح الكلي.
بالإعتماد على بيانات مقياس الإرتفاع من المسبار المداري بايونير وبيانات مسبار ماجلان يمكن تقسم التضاريس إلى ثلاثة فئات، وهي:

### الأراضي المرتفعة

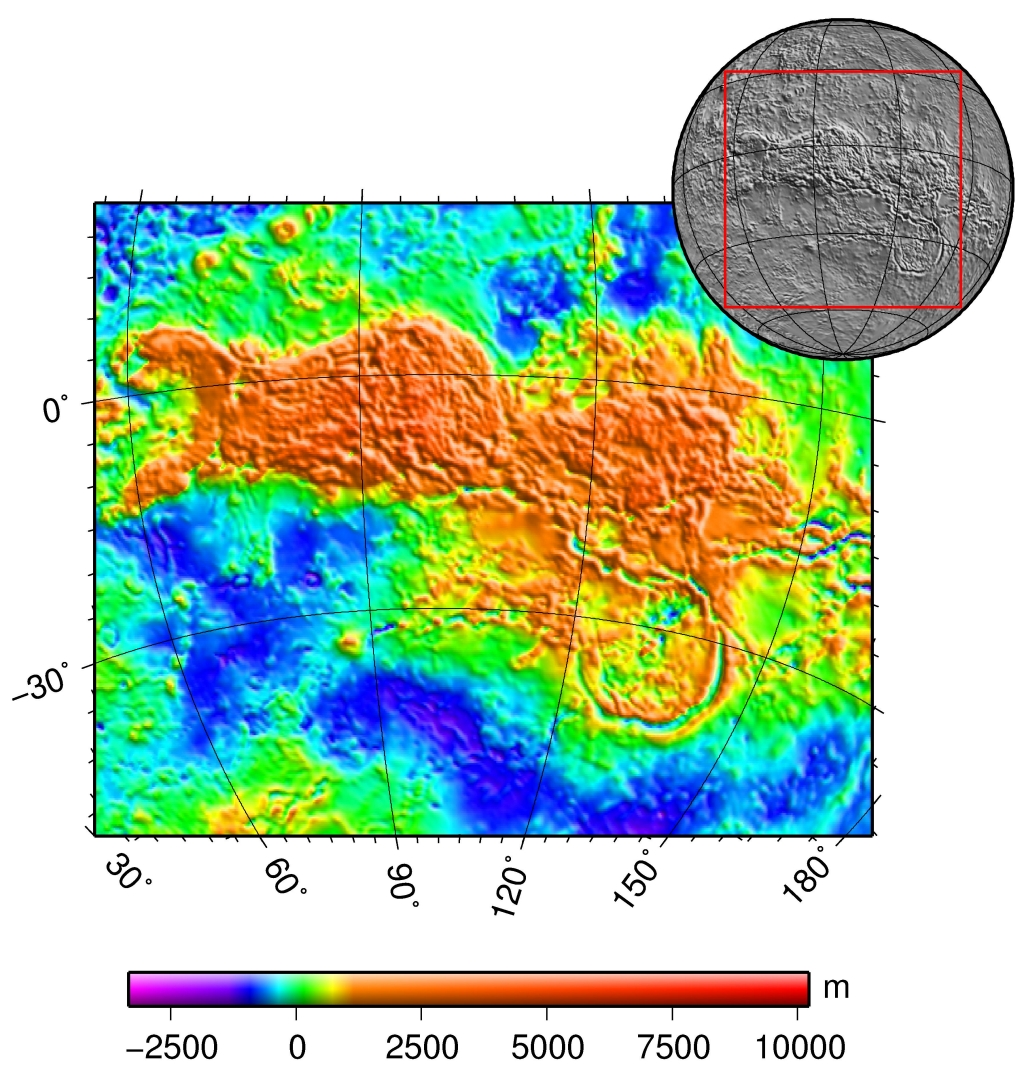
خريطة طوبوغرافية لهضبة افروديت.

تغطي هذه التضاريس حوالي 10% من سطح الكوكب، مع إرتفاعات تصل إلى 2 كـم (1.2 ميل)، وأكبر مناطق هذا النوع هي هضبة افروديت، وهضبة عشتار، وهضبة لادا [الإنجليزية]، بالإضافة إلى منطقة بيتا ومنطقة فوبي [الإنجليزية] وثيمس، بينما أصغر المناطق هي منطقة ألفا وبيل وإيستلا وثولوس.
بعض من مناطق هذا النوع عاكسة بدرجة كبيرة لموجات الرادار وتظهر ما يشابه خط الثلج على سطح الأرض، وعلى الأرجح يعود هذا إلى أن مستوى درجة الحرارة والضغط منخفض في هذه المناطق نتيجة الإرتفاع بالمقارنة مع المناطق الأخرى مما يسمح بتكّون بعض معادن خاصة،(أ) حيث يعتقد أن التكوينات الصخرية في المناطق عالية الإرتفاع ربما تحتوي أو هي مغطاة بالمعادن التي لها ثابت عزل كهربائي عالي، ستكون هذه المواد مستقرة في الظروف التي توفرها المناطق المرتفعة فقط وليس في السهول التي تغطي أغلب سطح الكوكب، هذه الظروف تماثل شروط معدن البيريت (كبريتيد الحديد) والذي قد يكون السبب المحتمل لإنعكاسية موجات الرادار في هذه المناطق، يمكن أن يتكون هذا المعدن بالتجوية الكيميائية في المرتفعات البركانية بعد أن تتعرض لجو الزهرة المحمل بالكبريت لفترة طويلة، إلا أن هذه النظرية تم التخلي عنها بعد أن أظهرت النمذجة الجوية أن البيريت قد لا يكون مستقرًا في ظروف الزهرة الجوية، ليتم طرح فرضيات أخرى لتفسير ظاهرة الإنعكاسية العالية للرادار في المناطق المرتفعة، منها وجود مادة عازلة كهربائية يتغير ثابت عزلها مع تغّير درجة الحرارة بالنسبة للإرتفاع.
كما لوحظ أن صفة المرتفعات العاكسة للرادار ليست متساوية على سطح الكوكب، مثلًا في جبل ماكسويل تَظهر تغيرات حادة في الإنعكاسية تشابه خط الثلج، في حين أن منطقة أوفدا [الإنجليزية] تغير الإنعكاسية يكون متدرج صعودًا حتى الذروة، إزدياد السطوع في منطقة أوفدا يتناسب مع صفات الخاصيّة الفيروكهربائية ليتم إعتبار هذا التدرج إشارة لوجود معدن الكلورأباتيت.

### السهول
السهول هي المناطق التي إرتفاعها بين 0–2 كـم (0.0–1.2 ميل) وتغطي أغلب مساحة سطح الكوكب.

### الأراضي المنخفضة
ما تبقى من مساحة السطح يمثل الأراضي المنخفضة والتي ينخفض مستواى إلى أقل من الصفر بالنسبة للنقطة المرجعية المتمثلة بمعدل نصف قطر الكوكب، تشير بيانات إنعكاس الرادار إلى أن هذه المناطق مصقولة ومستوية على المقياس السنتيمتري نتيجة تراكم المواد الدقيقة المتآكلة من المرتفعات.

## عمليات رصد السطح

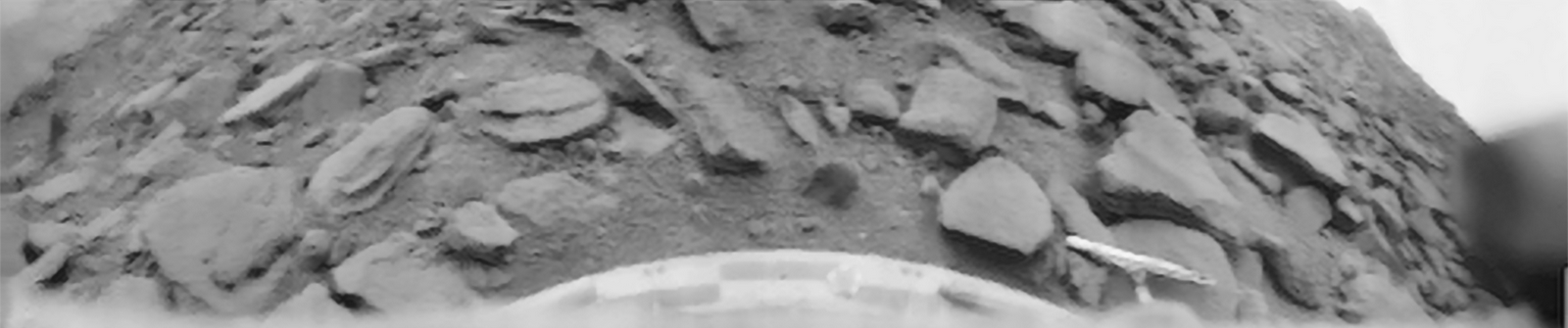
صورة لسطح كوكب الزهرة ملتقطة من مسبار فينيرا 9.

نجحت عشرة مسابر بالهبوط على كوكب الزهرة وأرسلت بياناتها، تم إطلاقها جميعًا من قبل الإتحاد السوفيتي، منها مسابر فينيرا 9، و10، و13، و14 والتي تحتوي على كاميرات أرسلت صورًا للتربة والصخور، كما أظهرت القياسات الطيفية أن هذه المهمات الأربعة أثارت سحب غبارية عند هبوطها على السطح، مما يعني وجود جزيئات غبارية ذات أقطار تقل عن (0.02 ملم)، بينما بيّنت الصخور في مواقع الهبوط الأربعة طبقات رقيقة بعضها ذو إنعكاسية أكثر من الأخرى.
التجارب على الصخور في موقعي هبوط فينيرا 13، و14 أظهرت أن هذه الصخور مسامية ويسهل تكسيرها حتى بضغط مقداره (0.3 إلى 1 ميغاباسكال)(ب) هذه الصخور من الممكن أن تكون عبارة عن رواسب صخرية ضعيفة أو أحجار بركانية مسامية،:1709 القياسات الطيفية أظهرت أيضًا أن المواد السطحية في مواقع المركبات فينيرا 9، و10، و14، وفيغا 1، و2 تملك تراكيب كيميائية مشابهة لأحجار الثوليتك البازلتية، بينما في مواقع هبوط فينيرا 8 و13 وجد أنها تشبه كيميائيًا البازلت القلوي.:1707-1709

## فوهات التصادم وتقدير عمر السطح

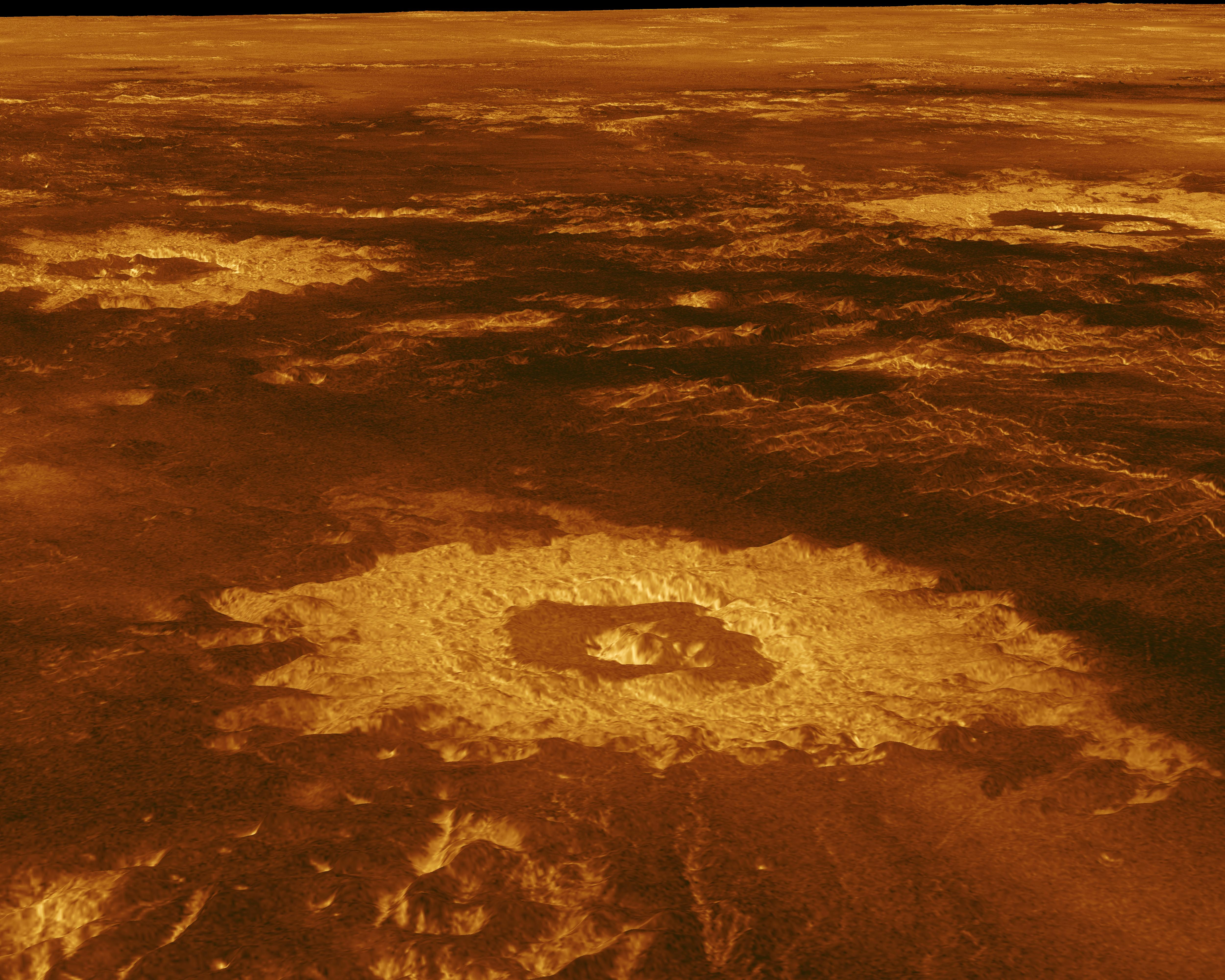
صورة رادارية بمنظور ثلاثي الأبعاد يظهر فوهة دانيلوفا.

المسح الراداري الأرضي جعل من الممكن تحديد بعض التضاريس وتشخيص فوهات التصادم، كما قام مسبارا فينيرا 15 وفينيرا 16 بتشخيص ما يقارب 150 موقع بتضاريس ذات علاقة بالإصدام النيزكي، بينما التغطية الشاملة لماجلان ساعدت على تشخيص ما يقارب 900 فوهة صدمية.

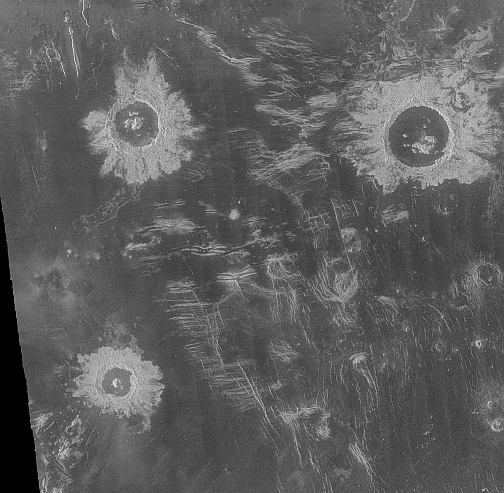
فوهات تصادم دانيلوفا، واغلاونسي، وساسكيا.

مقارنةً بعطارد والقمر والأجرام الأخرى، فإن كوكب الزهرة يملك عدد قليل من الفوهات، يعود ذلك إلى الغلاف الغازي الكثيف للكوكب الذي يمنع وصول النيازك الصغيرة ويحرقها قبل أن تلامس السطح، بيانات فينيرا وماجلان بينت أن هناك عدد قليل جدًا من فوهات التصادم ذات أقطار تقل عن 30 كـم (19 ميل)، وتظهر ماجلان عدم وجود أي فوهة يقل قطرها عن 2 كـم (1.2 ميل)، بينما مجاميع الفوهات الصغيرة الغير منتظمة الموجودة تدل إلى أنها تكونت نتيجة تباطؤ وتفتت الجسم المصطدم، يوجد أيضًا عدد أقل من الحفر الأكبر والتي تبدو حديثة التكوين نسبيًا ونادرًا ما تكون ممتلئة بالحمم مما يعني أنها تكونت بعد خمود النشاط البركاني في المنطقة وبيانات الرادار لهذا الحفر تظهر أنها خشنة ولم تأخذ الوقت الكافي بعد لتتآكل ويتم صقلها.
بخلاف القمر على سبيل المثال يصعب تحديد أعمار مناطق كوكب الزهرة إعتمادًا على عدد الفوهات لأنها أقل من المطلوب، مع ذلك الخصائص السطحية تناسب التوزيع العشوائي التام أي بمعنى أن سطح الكوكب بأكمله بنفس العمر تقريبًا،  أو على الأقل المساحات الكبيرة جدًا من السطح لا تبتعد كثيرًا عن قيمة معدل العمر.
هذه الأدلة مجتمعة توضح أن سطح كوكب الزهرة حديث العهد جيولوجيًا، التوزيع العشوائي لفوهات التصادم يبدو متوافقًا مع النماذج التي تصف تكوين كامل سطح الكوكب في نفس المدة الزمنية، وبعد فترة من النشاط الجيولوجي المفرط إنخفضت معدلات العمليات الجيولوجية حول الكوكب بأسره فبدأت فوهات التصادم بالتراكم ورافق ذلك تغييرات طفيفة في التضاريس منذ ذلك الحين.
سطح الكوكب المكون كله حديثًا وفي نفس الوقت يعتبر عامل مميز ومختلف في كوكب الزهرة مقارنةً بالكواكب الأرضية الأخرى.

## تشكيل السطح الكلي
تقديرات العمر بالإعتماد على عدد الحفر تدل على أن السطح حديث التكوين مقارنةً مع المريخ وعطارد والقمر، هذا على إفتراض عدم وجود تغيّر في تكوين القشرة بفعل عمليات تكتونية، إحدى الفرضيات تقترح أن كوكب الزهرة خضع لنوع من إعادة تشكيل السطح على مستوى الكوكب كاملًا منذ حوالي 300-500 مليون سنة، مما أدى إلى محو آثار فوهات الإصطدام القديمة.
ومن التفسيرات المحتملة لهذا الحدث هو أنه جزء من عملية دورية تحدث على كوكب الزهرة، على الأرض تسمح الصدوع بين الصفائح التكتونية بتسريب الحرارة من الباطن عن طريق نقل مادة الوشاح إلى السطح ثم عودة القشرة إلى الوشاح، لكن كوكب الزهرة لا يملك دليل على إمتلاكه صفائح تكتونية لذلك تقترح النظرية بأن الجزء الداخلي من الكوكب يسخن (بسبب إنحلال العناصر المشعة) حتى تصبح مواد الوشاح ساخنة لدرجة كافية حتى تندفع إلى السطح بقوة لتغطي الحمم أغلب مساحة السطح مما يؤدي بدوره إلى تغيير ملامح السطح القديمة ثم تبرد وتعاد العملية مجددًا.

## البراكين

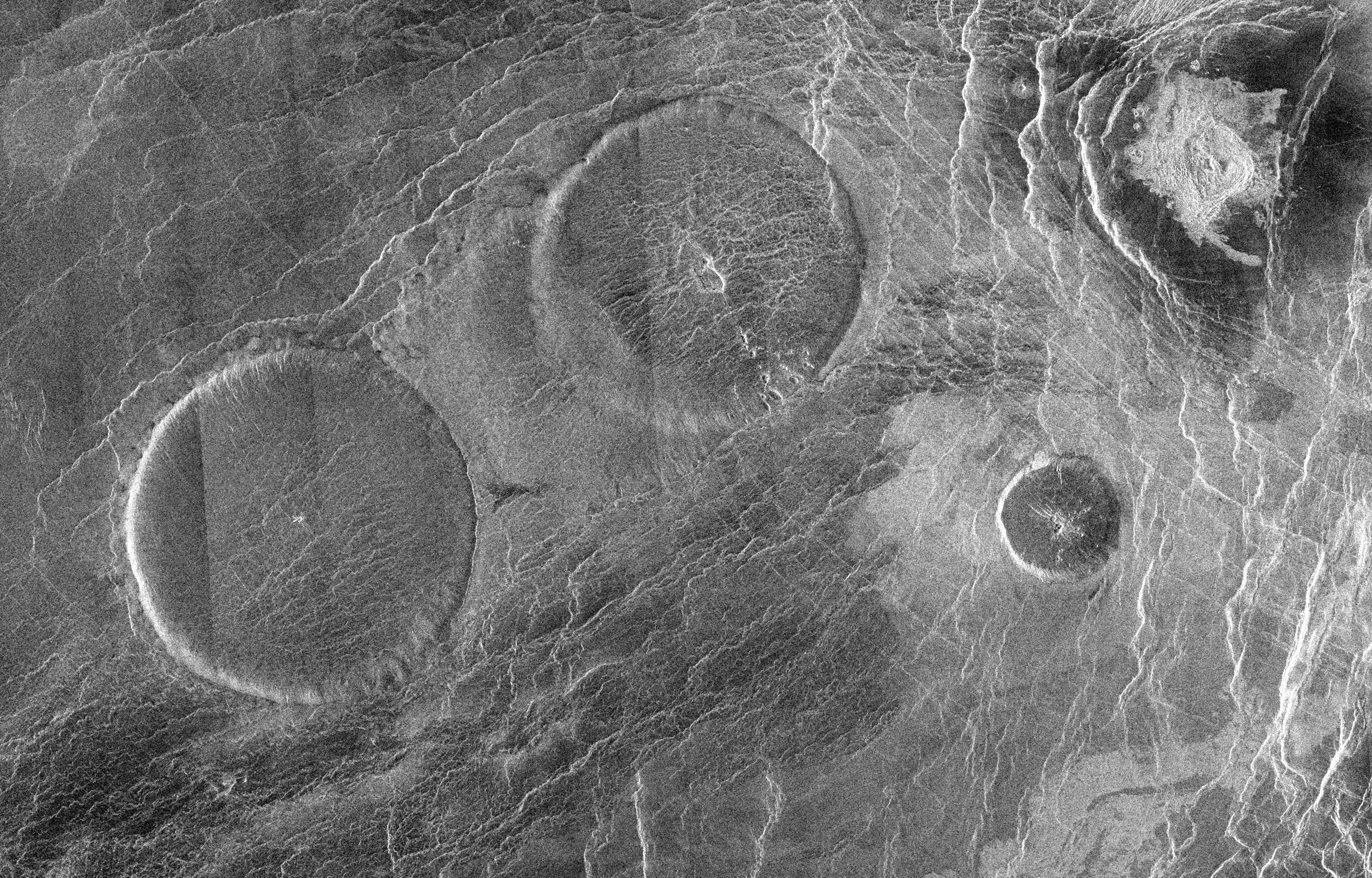
قباب بركانية بشكل الفطيرة على كوكب الزهرة، الكبيرتان يصل عرضهما إلى 65 كلم، وإرتفاع أقل من 1 كلم.

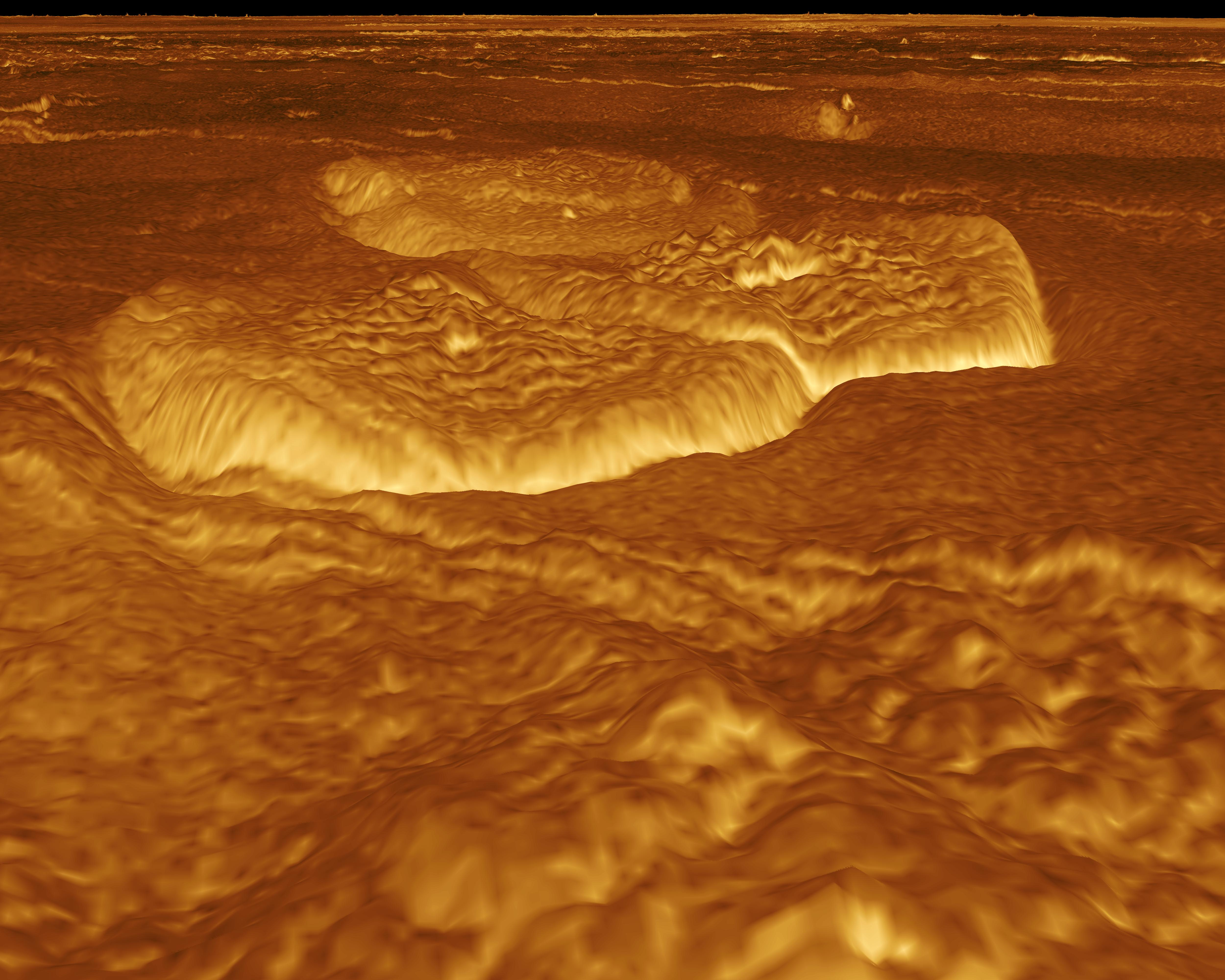
صورة حاسوبية لتمثيل قباب الفطيرة من منظور جانبي في منطقة ألفا.

تهيمن البراكين على كوكب الزهرة، على الرغم من أنه سطحيًا يشبه الأرض، لكن يبدو أن العملية التكتونية النشطة على الأرض غير موجودة على الزهرة، فيظهر حوالي 80% من الكوكب بشكل فسيفساء من سهول الحمم البركانية، تنتشر فيها أكثر من مئة بركان درعي كبير معزول، والمئات من البراكين الصغيرة والتراكيب البركانية مثل (التيجان؛coronae).
كما توجد أشكال من التضاريس المميزة والتي يعتقد بأنها فريدة من نوعها في كوكب الزهرة، وهي تشكيلات حلقية الشكل بمسافة من 100–300 كـم (62–186 ميل)، ترتفع بعدة مئات من الأمتار فوق السطح، المكان الوحيد الذي عثر فيه على هذا النوع من التضاريس المجموعة الشمسية هو قمر ميراندا تابع كوكب أورانوس، يعتقد أنها تتكون عندما تندفع المواد الساخنة من الوشاح إلى الأعلى بشكل قبة ثم تنهار في مركزها عندما تبرد الحمم المنصهرة وتتحرك نحو الأطراف تاركةً تشكيل يشبه التاج.
يمكن رؤية الإختلافات في أشكال الرواسب البركانية، أغلب الحالات النشاط البركاني ينتج من مصدر ثابت وتكون الرواسب بالقرب من هذا المصدر يسمى هذا النوع من البراكين «نشاط بركاني مركزي»، حيث يمكن رؤية مناطق بركانية مميزة، النوع الثاني هو «النشاط البركاني التدفقي» الغير مركزي أو الغير شعاعي، تظهر رواسبه بشكل تدفقات بازلتية تغطي مساحات واسعة من السطح مثل مصاطب ديكان على الأرض.
تنتشر البراكين الصغيرة التي يقل قطرها عن 20 كـم (12 ميل) بكثير على سطح الزهرة ويمكن أن يصل عددها إلى مئات الآلاف أو حتى الملايين، يظهر الكثير منها بشكل القباب أو «الفطيرة»، يعتقد أنها تتشكل بنفس طريقة تشكل البراكين الدرعية على الأرض.(ت)

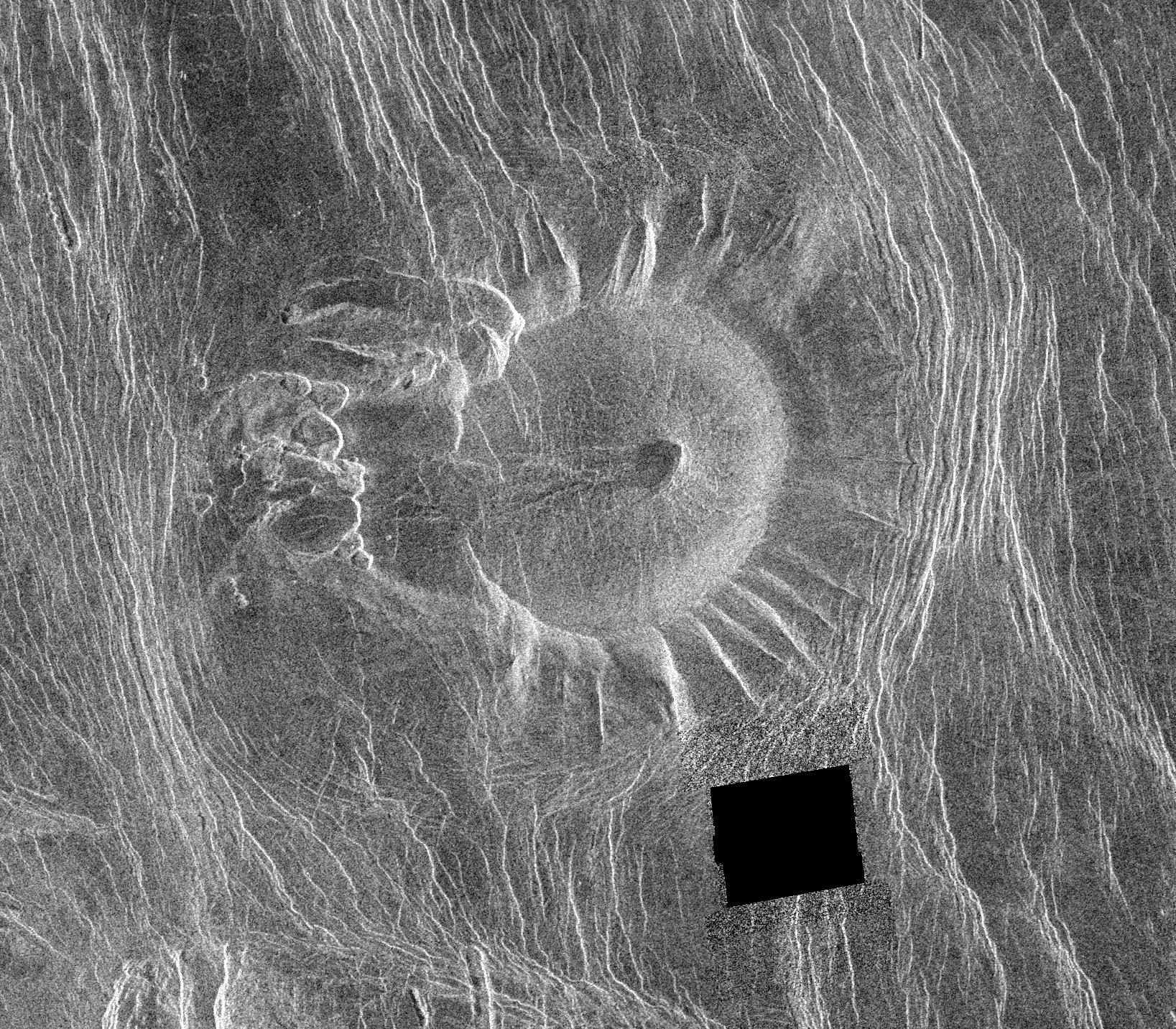
إحدى القباب صدفية الحواف والتي تسمى بالقراد، الصورة من قبل مسبار ماجلان في منطقة ألفا.

تبدو هذه البراكين القببية بشكل تضاريس أو تشكيلات دائرية بإرتفاع أقل من 1 كـم (0.62 ميل) وعرض أكبر بعدة اضعاف، كما من الشائع رؤيتها بتجمعات كبيرة تصل للمئات، ويطلق عليها «حقول درعية»، القباب على الزهرة أكبر من الموجودة على الأرض بحوال 10-100 مرة وعادةً ما يكون وجودها مرتبط مع «التيجان؛coronae» و«المتكسرات؛Tessera»، يعتقد أن التضاريس التي تشبه الفطائر تكونت من الحمم عالية اللزوجة الغنية بالسليكا مع تأثير الضغط العالي للغلاف الغازي لكوكب الزهرة، القباب التي تسمى قباب صدفية الحواف [الإنجليزية] (أحيانًا يشار إليها باسم القراد لأنها تشبه حشرة بعدة أرجل) تظهر وكأنها تعرضت لفقدان بكتلتها نتيجة الإنهيارات على أطرافها حيث يمكن في بعض الأحيان رؤية الحطام المتناثر حولها.
البراكين على كوكب الزهرة بشكل اساسي هي من النوع الدرعي لكنها تختلف شكليًا عن البراكين الدرعية على الأرض، على الأرض البراكين الدرعية يمكن أن تصل إلى عرض عدة عشرات من الكيلومترات وعلى ارتفاع حتى 10 كـم (6.2 ميل) عن قاع البحر كما في بركان ماونا كيا في هاواي، على الزهرة يمكن لهذه البراكين أن تغطي مساحة عد مئات من الكيلومترات لكنها تكون مستوية نسبيًا ومعدل إرتفاعها هو 1.5 كيلومتر.
من التشكيلات المميزة الأخرى على سطح كوكب الزهرة هي (نوفا؛Nova) هي شبكات قطرية من جيوب نافذة وأخاديد، وتضاريس «العنكبوتيات؛Arachnoid»:

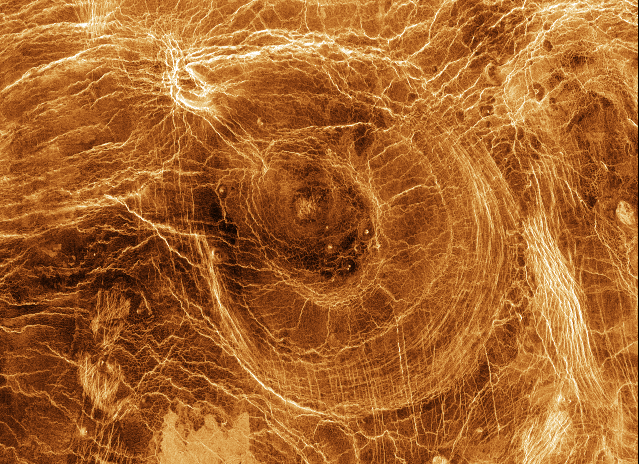
التضاريس العنكبوتية على سطح كوكب الزهرة.

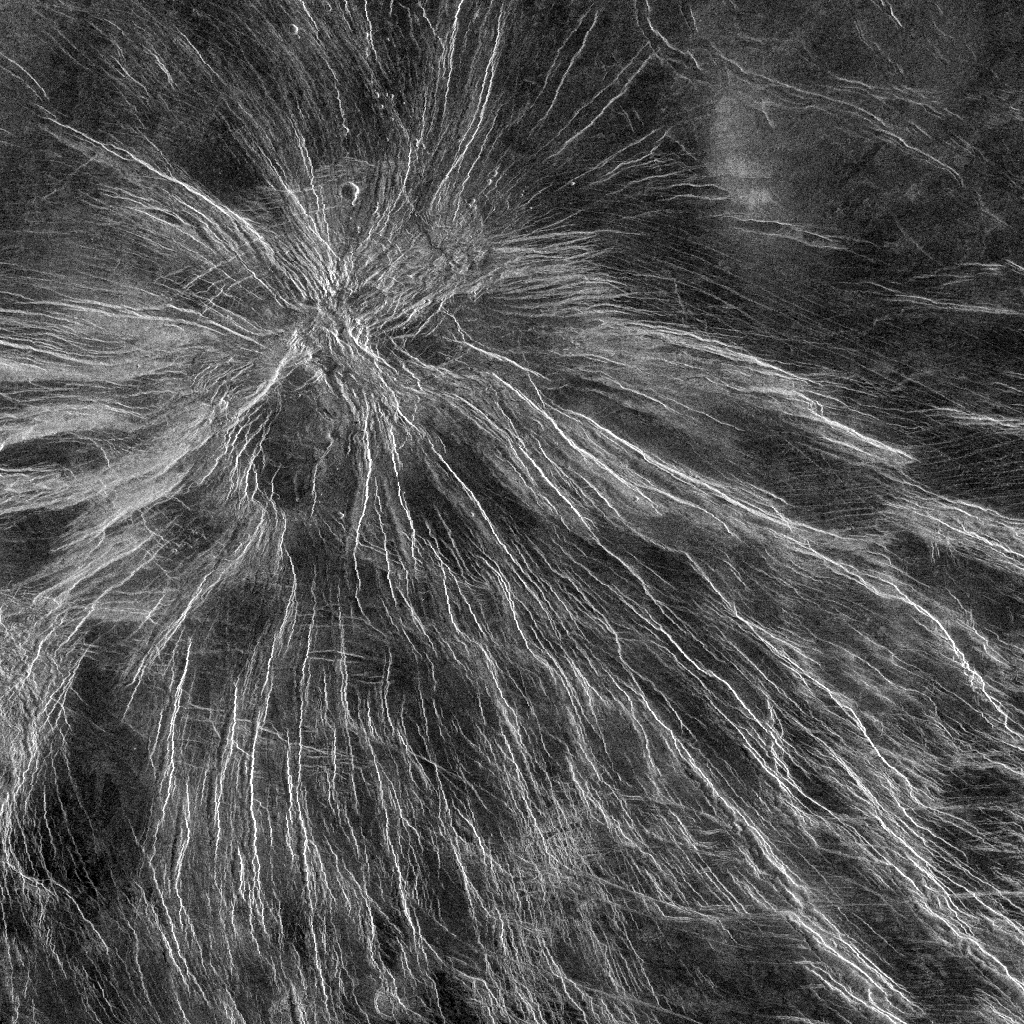
صورة لتشكيل نوفا على سطح الزهرة في منطقة ثيمس، يصل قطر هذه الشبكة الشعاعية من الأخاديد إلى ، تم إلتقاط الصورة من قبل مسبار ماجلان.

تتشكل النوفا عندما تنطلق كميات كبيرة من الصهارة على السطح بشكل شعاعي لتشكل الأخاديد وسلال التلال العاكسة بشكل كبير لموجات الرادار، تشكل هذه المرتفعات شبكات متناظرة حول النقطة المركزية التي إنبثقت منها الحمم، وفي وسطها يحصل إنخفاض ناتج عن إنهيار حجرة الصهارة.
أما العنكبوتيات أطلق عليها هذا الاسم لأنها تشبه شباك العناكب، تتميز بتشكيلات بيضاوية متحدة المركز محاطة بشبكات معقدة من التضاريس الشعاعية التي تشبه النوفا، من غير المعلوم هل أن هذه التشكيلات العنكبوتية التي يصل عددها إلى 250 هي من أصل واحد مشترك أم انها ناتجة من عمليات جيولوجية مختلفة.

## النشاط التكتوني
على الرغم من عدم إظهار الزهرة لملامح وجود نظام تكتوني عام وشامل للسطح، إلا أنه يمكن إيجاد العديد من التضاريس المرتبطة التي تتشكل بفعل نشاط تكتوني محلّي، مثل الصدوع والطيّات والبراكين والتي قد تكون نتجت عن عمليات جيولوجية في وشاح الكوكب، النشاط التكتوني على كوكب الزهرة قد ولد سلاسل من الطيّات الجبلية والصدوع والاودية والهضاب التي تسمى «المتكسرات؛Tesserae» الناتجة بسبب تأثيرات الشد والكبس.
بخلاف التضاريس الأرضية ترتبط التشوهات على كوكب الزهرة مباشرة بالقوى الديناميكية المحلية في الوشاح، تبين دراسات الجاذبية لكوكب الزهرة إختلافه عن كوكب الأرض في عدم إمتلاكه لطبقة الأسثينوسفير وهي طبقة تتكون من مواد قليلة اللزوجة ضعيفة ميكانيكيًا تتيح للصفائح التكتونية على الأرض الإنزلاق فوقها، بغياب هذه الطبقة على الزهرة تنسب تفسيرات تشوه السطح إلى الحمل الحراري في طبقة الوشاح.
التشوهات التكتونية التي تحصل على كوكب الزهرة تحدث على مقاييس مختلفة، يرتبط أصغرها بالتشكيلات الخطية أو الصدوع التي تظهر في العديد من المناطق كشبكات من الخطوط المتوازية، وسلاسل جبلية صغيرة متقطعة كالتي يمكن إيجادها على القمر والمريخ.
بينما التأثيرات التكتونية الكبيرة تظهر في الصدوع الطبيعية والتي تكوّن حوض أقل إرتفاعًا من الصخور والتضاريس السطحية التي تحيطه، تصوير الرادار يظهر أن هذه الأنواع من التشوهات مرتبة بشكل أحزمة تتركز في المناطق القريبة من خط إستواء الكوكب وعند خطوط العرض الجنوبية العليا، هذه الأحزمة تكون بعرض عدة مئات من الكيومترات وتحيط بالكوكب لتظهر وكأنها مرتبطة مع بعضها مكونةً شبكة عامة يرتبط توزيعها بتوزيع البراكين على السطح.
الصدوع على كوكب الزهرة الناتجة بسبب تمدد طبقة الليثوسفير تَظهر بشكل مجموعات بعرض منخفض يتراوح بين عشرات إلى مئات الامتار وطول قد يصل حتى 1,000 كـم (620 ميل)، هذه الصدوع غالبًا ما ترتبط بالمرتفعات البركانية ذات شكل القباب، كما في منطقة بيتا ومنطقة اتلا والجزء الغربي من منطقة إيستلا، فيما يبدو أن هذه المرتفعات ناتجة عن تأثير تدفق الصهارة الهائلة من الوشاح إلى الأعلى والتي تولد تضاريس الإرتفاع والشقوق والتصدع والبراكين.
أعلى سلسلة جبلية على كوكب الزهرة، جبال ماكسويل في منطقة عشتار، تشكلت بعمليات الكبس والتمدد والتحركة الجانبي.
نوع آخر من التراكيب الجغرافية يمكن العثور عليه في الأراضي المنخفضة بشكل أحزمة صلدة ترتفع عدة أمتار عن السطح بعرض عدة مئات من الكيلومترات وطول يصل إلى ألوف الكيلومترات، منطقتان تحتوي على أعلى تركيز من هذه الأحزمة وهما: «سهول لافينيا؛Lavinia Planitia» قرب القطب الجنوبي والثانية «سهول اتالانتا؛Atalanta Planitia» بالقرب من القطب الشمالي للكوكب.
يمكن العثور على تضاريس المتكسرات في منطقة أفروديت، منطقة ألفا، تيلس، والجزء الشرقي من منطقة عشتار، هذه المناطق تحتوي على تقاطعات وتداخلات لعدة صدوع أخدودية من مجاميع تضاريس مختلفة مما يدل على انها أقدم أجزاء الكوكب، ساد الإعتقاد مرةً بأن المرصعات كانت قارات مرتبطة بصفائح تكتونية كما في كوكب الأرض، لكن في الحقيقة من المحتمل أنها ناتج تدفق الحمم البازلتية وتكوين سهول كبيرة، والتي تعرضت إلى تكسرات تكتونية شديدة.

## المجال المغناطيسي والتركيب الداخلي

التركيب الداخلي لكوكب الزهرة.

تظهر قشرة كوكب الزهرة بسمك 70 كـم (43 ميل) ومتكونة من صخور السليكا، بينما يصل سمك وشاح الكوكب إلى 2,840 كـم (1,760 ميل)، تركيبه الكيميائي مشابه لأحجار الكوندرايت، ولأن كوكب الزهرة من الكواكب الأرضية فيفترض أنه يملك قلب متكون من الحديد والنيكل شبه صلب بنصف قطر حوالي 3,000 كـم (1,900 ميل). قلة البيانات المتوفرة عن النشاط الزلزالي على كوكب الزهرة يحد بشدة ما يمكن تشخيصه ومعرفته عن وشاح الكوكب، لذا يتم تعديل نماذج وشاح كوكب الأرض للتنبؤ بما يحصل على الزهرة، من المرجح أن يمتد وشاح كوكب الزهرة بين 70–480 كـم (43–298 ميل) سمكًا يتكون بالغالب من الزبرجد الزيتوني، تحت هذا العمق يبقى التركيب الكيميائي نفسه حتى المنطقة بين 480–760 كـم (300–470 ميل) وفيها يتسبب الضغط المرتفع بتحويل الزبرجد الزيتوني إلى تشكيل أكثر كثافة من الإسبنيل، يحدث تحول آخر عند عمق بين 760–1,000 كـم (470–620 ميل) حيث تبدأ المادة بالتحول إلى تشكيلات بلورية أكثر كثافة من الإلمنيت وتدريجيًا تصبح أكثر شبه بالبيروفسكايت حتى تصل حدود قلب الكوكب.
كوكب الزهرة مشابه للأرض بالحجم والكثافة، ومن المحتمل أن يتشابها أيضًا بالتكوين، لكن ليس للزهرة مجال مغناطيسي يستحق الذكر، المجال المغناطيسي لكوكب الأرض يتولد من عمليات الدينامو لمادة القلب السائلة والموصلة كهربائيًا في الجزء الخارجي من القلب المتكون من الحديد والنيكل والذي يدور ويتحرك بالحمل.
يتوقع أن قلب كوكب الزهرة يتكون من مواد مماثلة موصلة كهربائيًا، حتى مع طول فترة دوران الكوكب حول نفسه (243.7 يوم أرضي)، إلا أن المحاكاة تبين بأن هذا كافي لإنتاج عمليات دينامو في القلب، مما يدل على أن الطبقات الخارجية من قلب كوكب الزهرة لا تتحرك بالحمل الحراري.
ينشأ الحمل الحراري عند حصول إختلاف كبير في درجات الحرارة بين الجزء الداخلي والخارجي من القلب ولكن لأن كوكب الزهرة لا يحتوي على صفائح تكتونية لتسريب الحرارة من الوشاح، فسيتم كبح حركة الحمل الحراري بفعل الوشاح الساخن، كما يوجد احتمال لعدم وجود قلب صلب لكوكب الزهرة لنفس السبب إذا ما كانت مادة القلب حارة جدًا أو ليست تحت ضغط كافي لتحويل الحديد والنيكل المنصهر إلى الحالة الصلبة.

## قنوات وتدفقات الحمم

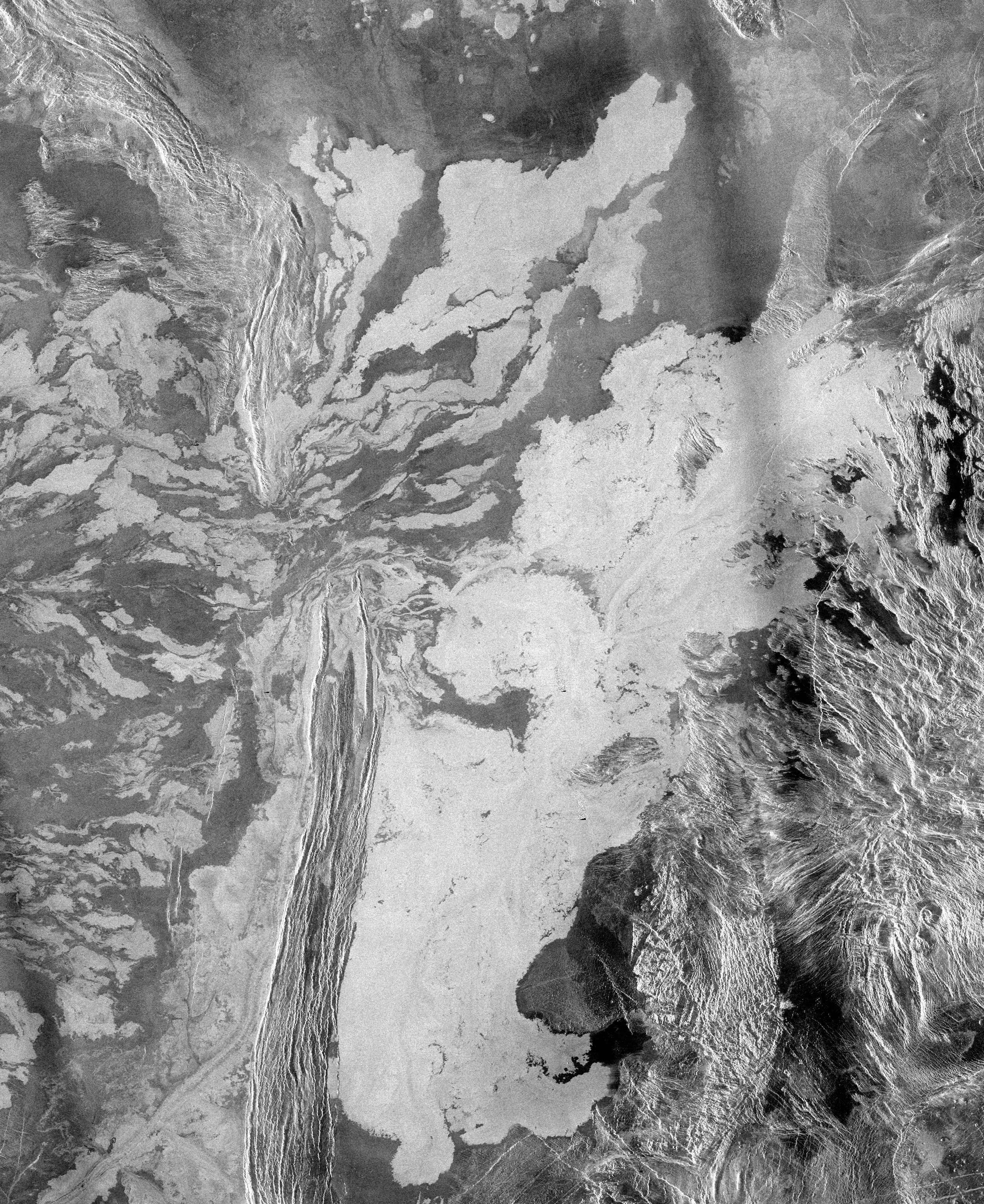
تدفع حممي على سطح الزهرة مصدره يقع خارج الصورة إلى اليسار.

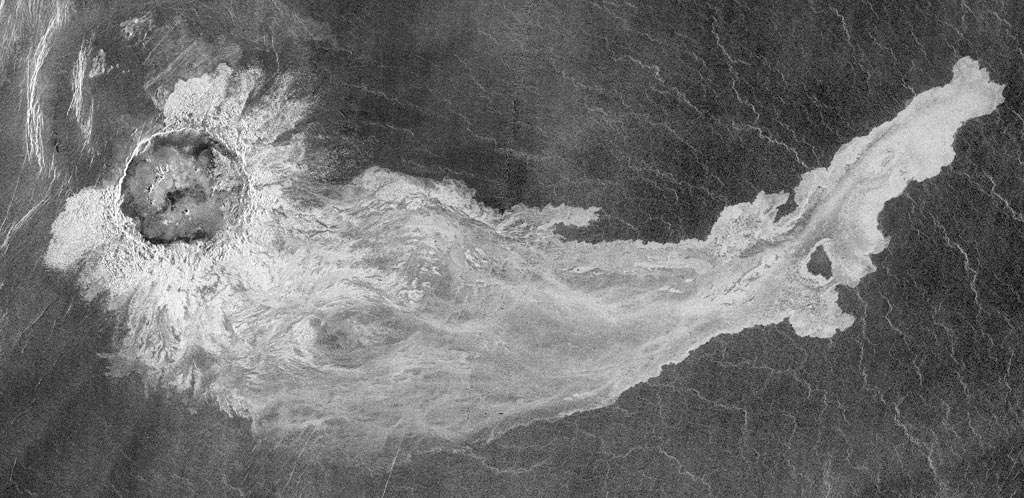
فوهة آدم على كوكب الزهرة.

تدفقات الحمم على كوكب الزهرة أكبر حجمًا بكثير من التي على الأرض، بطول يصل إلى مئات الكيلومترات وعرض عشرات الكيلومترات، ولا زال من غير المعروف لماذا الحمم على كوكب الزهرة كبيرة إلى هذا الحد، لكن بعتقد بأنها نتيجة الثورانات الكبيرة جدًا للحمم البازلتية، بحيث تنتشر الحمم المنخفضة اللزوجة لتغطي مساحات واسعة مكونةً سهول مستوية.
على كوكب الأرض يوجد نوعان معروفات من الحمم البازلتية "ʻaʻa" و"Pāhoehoe"، حمم (ʻaʻa) تولد تشكيلات كبيرة خشنة متكسرة، بينما حمم (Pāhoehoe) تظهر بشكل طري هش، الأسطح الخشنة تظهر ساطعة في صور الرادار لهذا تستخدم صور الرادار لتمييز بين النوعين، كما يمكن أن تنعكس هذه الإختلافات في عمر هذه الحمم وفترة بقائها، قنوات وأنابيب الحمم منتشرة كثيرًا على كوكب الزهرة.
قام عالما فلك كوكبي «الدكتور غرايمي ميلفيل» و«البروفيسور بيل زيلي» من جامعة ولونغونغ، بالبحث حول هذه الأنابيب باستعمال البيانات المقدمة من ناسا على مدى عدة سنوات توصلا فيها إلى أن هذه الانابيب منتشرة وأكبر بحوالي عشرة أضعاف حجمًا من التي الموجودة على الأرض، ميلفيل وزيلي ذكرا أن الحجم الهائل لأنابيب حمم كوكب الزهرة من الممكن تفسيره بالاعتماد على تدفق الحمم شديدة السيولة مرتفعة الحرارة على الزهرة، مما يسمح للحمم بأن تبرد ببطئ.
أكثر حقول تدفقات الحمم مرتبطة بالبراكين، البراكين المركزية تكون محاطة بدفقات واسعة من الحمم المكونة لقلب البركان، كما انها مرتبطة بوجود الفوهات المتصدعة والتيجان والتجمعات الكثيفة من القباب البركانية، المخاريط، الجدران والقنوات. بفضل مسبار ماجلان، تم تشخيص أكثر من 200 قناة وتراكيب أودية معقدة.
تصنف هذه القنوات إلى ثلاث أنوع «بسيطة، معقدة، مركبة»، القنوات البسيطة تكون بشكل قناة واحدة اساسية منفردة طويلة. هذا التصنيف يتضمن الجداول المشابهة للموجودة على القمر، ونوع جديد يسمى «قُنيّات؛Canali»، يتكون من قنوات طويلة واضحة عرضها ثابت تقريبًا على طول مسارها الكلي، أطول قناة تم تحديدها هي وادي بالتيس [الإنجليزية] والتي يصل طولها إلى 6,800 كـم (4,200 ميل) حوالي سدس محيط الكوكب.

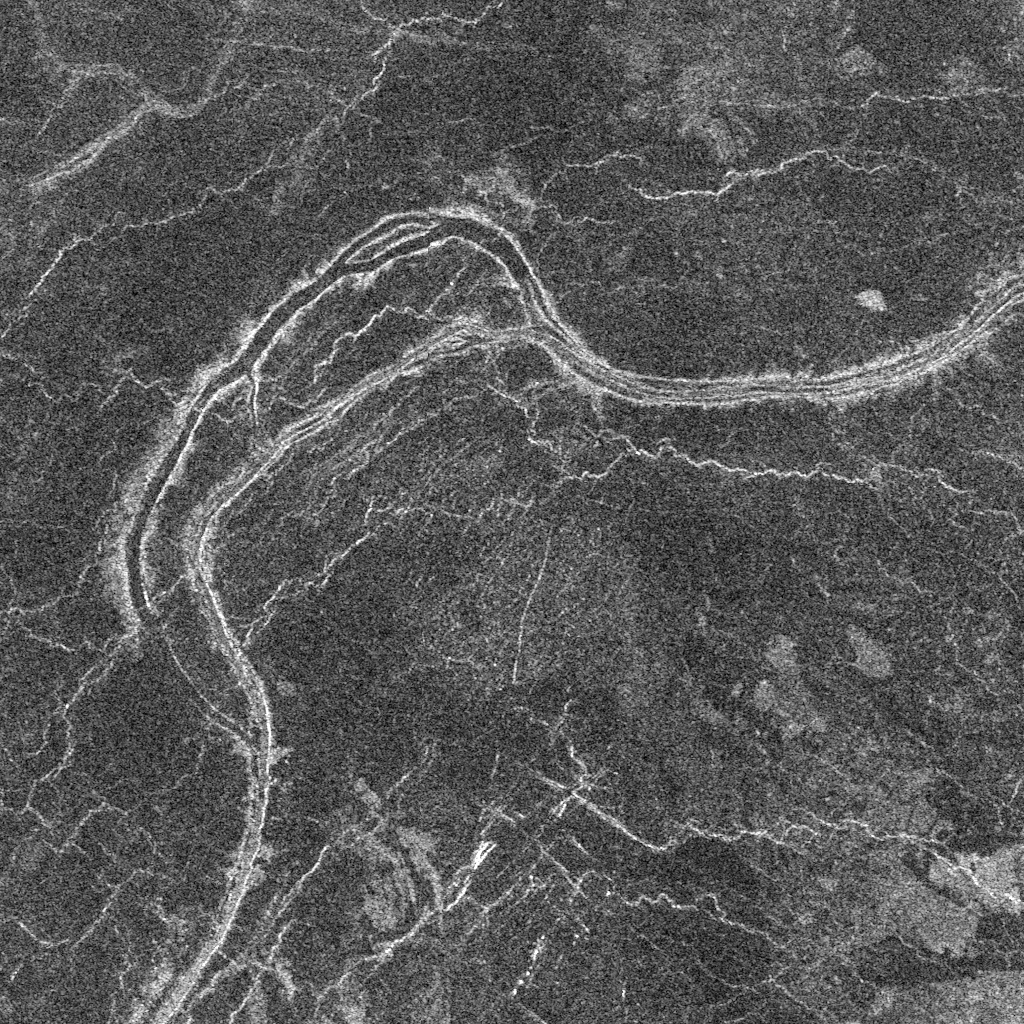
قناة حممية طويلة على سطح الزهرة من نوع مرتبطة بالمفاغرة، يلاحظ الفرع الثاني أعلاها.

القنوات المعقدة تتضمن الشبكات المرتبطة بالمفاغرة، بالإضافة إلى شبكات التوزيع، هذا النوع من القنوات يمكن رصده مع العديد من فوهات التصادم وتدفقات الحمم المهمة المتعلقة بحقول تدفق الحمم الكبيرة. القنوات المركبة تتكون من كِلا النوعين البسيطة والمعقدة معًا، حيث تظهر بشكل شبكة مفاغرة وتلال متغيرة بشكل مشابه للموجودة على سطح القمر.
بالرغم من أن هذه القنوات توحي بأنها تكونت بفعل سائل، إلا أنه لا يوجد دليل على أنها تكونت بفعل الماء، بالحقيقة لا يوجد دليل على أن الماء كان موجودًا على الكوكب في آخر 600 مليون سنة من عمره، بينما النظرية الأكثر مقبولية لتكون هذه القنوات هي أنها ناتج التآكل الحراري بفعل الحمم الساخنة، توجد فرضيات أخرى من ضمنها أنها تكونت بفعل السوائل الساخنة التي تكونت وإنتشرت بفعل التصادمات النيزكية.

## العمليات السطحية

### الرياح
لا وجود للجليد ولا الماء على كوكب الزهرة، لهذا فإن العامل الوحيد الذي سيعمل على تشكيل السطح بالتعرية غير الحمم الساخنة هو الرياح، أظهرت التجارب في نفق الرياح أن كثافة غلاف الزهرة الجوي يمكن أن تنقل الرواسب حتى مع نسمة هواء صغيرة، لذلك ندرة عوامل الرياح على السطح يجب أن يكون لها تفسير آخر، ربما ندرة وجود الجزيئات بحجم حبة الرمال التي يمكن أن تنقل بالرياح على الكوكب مما سيؤدي إلى بطئ كبير في عمليات التعرية الميكانيكية،:112 من الممكن أن ألأحداث الإصطدام التي تؤدي إلى تكوين فوهات على كوكب الزهرة أكثر أهمية في توليد ترسبات الرياح وهذا ما يدعمه الإرتباط الواضح بين فوهات التصادم وشكل التضاريس المتأثرة بعوامل الرياح.
هذه العملية تحدث عند حصول إصطدام بسطح الكوكب، حيث سترتفع شظايا وتراب الإصطدام إلى الغلاف الجوي، ثم تنقل رياح الكوكب هذه الجسيمات نحو الإتجاه الغربي، وعندما تهبط وتترسب تشكل أنماط على شكل قطع مكافئ، يمكن أن تتشكل هذه الرواسب فوق التضاريس المختلفة أو تدفقات الحمم، لهذا هي أحدث التشكيلات تكوينًا على سطح الكوكب، كشفت صور مسبار ماجلان عن 60 تشكيل من هذه الرواسب ذات شكل القطع الكافئ والمرتبطة بالتصادمات النيزكية.
المواد المقذوفة التي تنقلها الرياح، مسؤولة عن عمليات التجديد للسطح بسرعات قيست من قبل المركبة فينيرا بلغت 1 متر/ثا، نظرًا لكثافة الطبقة السفلية من غلاف الكوكب الغازي، فتكون الرياح أكثر من كافية لتغيير السطح ونقل جزيئات المواد الدقيقة، في المناطق المغطاة بالرواسب المقذوفة يمكن إيجاد خطوط رياح وكثبان وتضاريس الحرافيش، خطوط الرياح تتشكل عندما تقوم الرياح بالتدفق خلال المواد المقذوفة والرماد البركاني، وترسبها فوق قمم التضاريس مثل القباب، ونتيجة لهذا تتعرض جوانب القباب المواجهة للرياح لتأثير الإصطدام مع الحبيبات الدقيقة التي تزيل الطبقة السطحية للقبة، هذه العملية تقوم بكشف ما موجود تحت هذه الطبقات السطحية وتكون الطبقات السفلية مختلفة بالخشونة مما يعني أنها تظهر مختلفة في المسح الراداري مقارنةً بالرواسب الأخرى.
الكثبان تتكون بسبب تراكم الجزيئات الصغيرة التي بحجم حبة الرمال وتكون ذات أشكال متموجة، بينما الحرافيش تتشكل عندما تعمل الرياح على حفر ونحت التضاريس الهشة وتنتج فيها أخاديد عميقة. أنماط خطوط الرياح تشاهد متصلة مع فوهات التصادم بإتجاه خط إستواء الكوكب، يشير هذا الإتجاه إلى وجود نظام من خلاليا هادلي بين خطوط العرض المتوسطة وخط الاستواء، كما تؤكد بيانات ماجلان وجود رياح قوية تهب بإتجاه الشرق في النصف العلوي من الكوكب، ورياح عمودية خلال السطح.

### التعرية الكيميائية
تحدث التعرية الكيميائية والميكيانيكية لتدفقات الحمم بسبب تفاعل السطح مع الغلاف الجوي المحتوي على ثنائي أوكسيد الكربون وثنائي أوكسيد الكبريت، هذين الغازين هما بالمرتبة الأولى والثالثة من حيث الوفرة على الكوكب، ثاني أكثر غاز وفرة هو النيتروجين الخامل، من الممكن أن تشمل التفاعلات إنحلال السيليكات بواسطة غاز ثنائي اوكسيد الكربون لتكوين الكربونات والكوارتز، بالإضافة إلى تفاعل السليكات وثنائي اوكسيد الكبريت والذي ينتج كبريتات الكالسيوم اللامائية وثنائي اوكسيد الكربون.

## الماء السائل قديمًا
معهد جودارد لدراسات الفضاء [الإنجليزية] التابع لناسا وآخرون إفترضوا أن كوكب الزهرة ربما كان يحتوي على محيط ضحل من الماء كما على الأرض قبل فترة تمتد حتى ملياري سنة، وبالإعتماد على النماذج النظرية، يمكن أن يكون آخر ما تبقى من الماء قد تبخر كليًا منذ 715 مليون سنة، حاليًا الماء الوحيد المعروف على كوكب الزهرة هو بشكل مقادر بسيط من البخار في الغلاف الجوي (20 ppm)، ولا يزال الهيدروجين أحد مكوني الماء يتسرب من الغلاف الغازي للزهرة إلى الفضاء الخارجي حتى يومنا هذا كما رصدته مركبة فينوس أكسبرس التابع لوكالة الفضاء الأوروبية.

## هوامش
- أ: على كوكب الزهرة، تهبط الحرارة بمعدل 8 كلفن عند الإرتفاع عن السطح بمقدار 1 كـم (0.62 ميل)، لذلك يكون متوسط الفرق في درجة الحرارة بين أعلى وأسفل جبل ماكسويل تقريبًا 100 كلفن، بينما الإختلاف الناتج عن خطوط العرض والنهار والليل لا يزيد عن 2 كلفن.
- ب : 0.3 ميغاباسكال يساوي تقريبًا ضغط الماء الذي يتدفق من خرطوم الحديقة الإعتيادي، 1 ميغاباسكال تقريبًا ضغط عضة الإنسان العادي.
- ت : يوجد فرق، على كوكب الأرض يرتبط تشكل البراكين الدرعية بالحمم ذات اللزوجة المنخفضة، بينما على الزهرة القباب البركانية تتشكل بفعل الحمم عالية اللزوجة.

## طالع أيضًا
- علم براكين الزهرة
- فوهة صدمية
- جيولوجيا